# Raphaël Pujazon
Raphaël Pujazon (18. února 1918 El Campillo – 23. února 2000 Alès) byl francouzský atlet, běžec specializující se na 3000 metrů překážek. V roce 1946 se na této trati stal mistrem Evropy.

## Sportovní kariéra
Byl několikanásobným mistrem Francie v bězích na 1500 metrů, 5000 metrů a 3000 metrů překážek. Největším úspěchem se pro něj stal titul mistra Evropy v běhu na 3000 metrů překážek z roku 1946. V této disciplíně startoval také na olympiádě v Londýně v roce 1948, zvítězil v rozběhu, finálový závod však nedokončil.